# Chiesa della Madonna della Serra (Otranto)
La chiesa della Madonna della Serra è una chiesa ubicata a Otranto.

## Storia e descrizione
La chiesa venne edificata nel corso del XVIII secolo.
Situata sul monte Ferrari, nei pressi di un'antica strada, forse di epoca romana, di cui è ancora possibile scorgere i basoli, la chiesa prende il nome dal modo in cui vengono chiamate le alture in Salento, ossia serre. La facciata è composta semplicemente dal portale d'ingresso sormontato da una piccola finestra mentre internamente è a aula unica, a pianta quadrata, con volta a botte. Lungo le pareti sono presenti resti di affreschi, in particolare quello che sormonta l'altare maggiore raffigurante la Madonna con Bambino.